# Laternula impura
Laternula impura is een tweekleppigensoort uit de familie van de Laternulidae. De wetenschappelijke naam van de soort is voor het eerst geldig gepubliceerd in 1901 door Pilsbry.